# 有機食品

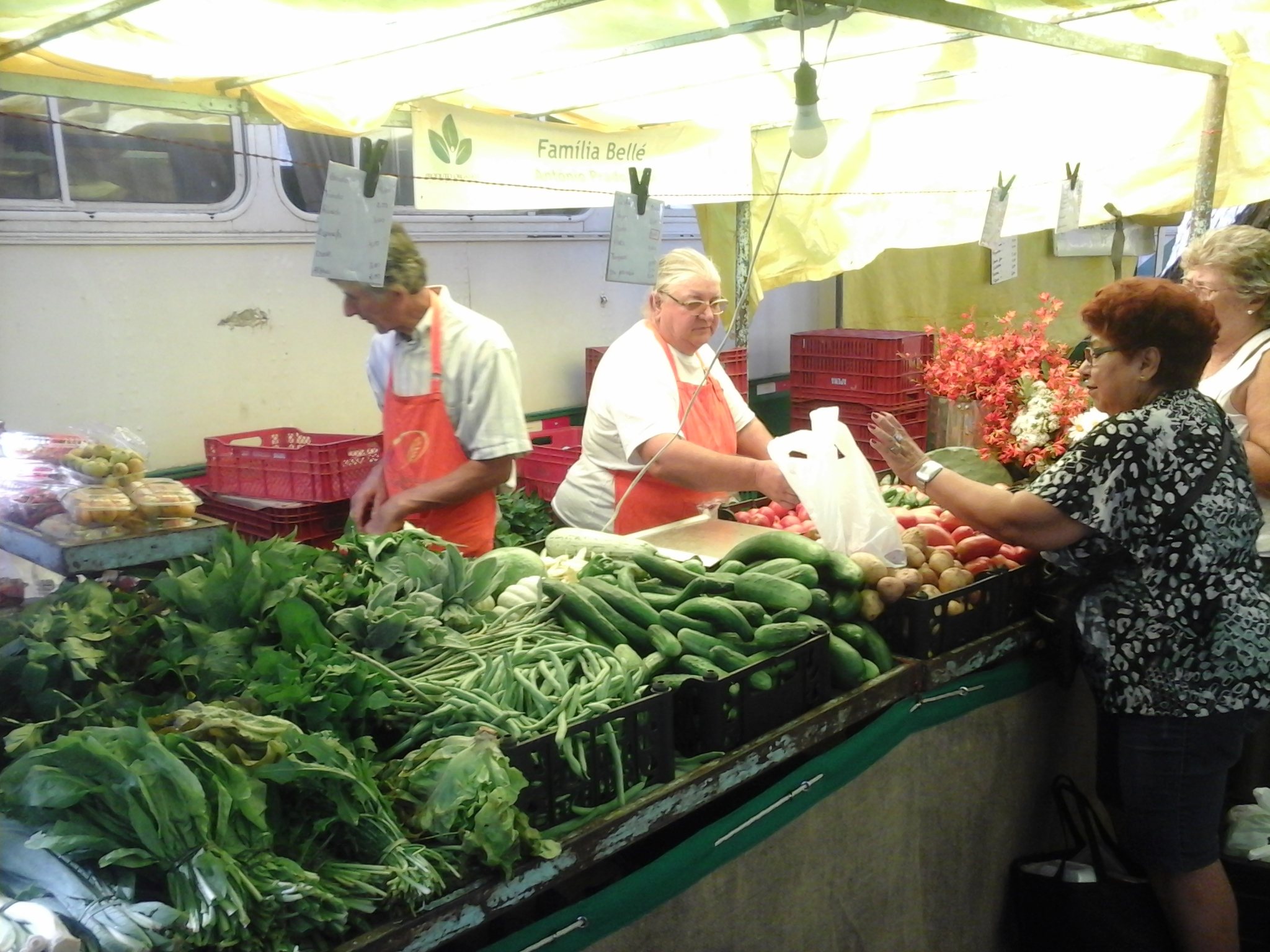
2017年，巴西南部城市波多阿莱格里集市上的蔬菜。

有機食品指的是由符合有机农场标准的机构生产的食品。在世界范围内，有机农场标准不一，但一般来说，有机农场致力于对资源的循环再利用，追求生态平衡，以及对生物多样性的保护。在有机食品生产的过程中，农药并非被一律禁用，但某些农药和肥料可能被禁止使用，如含砷、番木碱的农药等。
在臺灣，美國，日本以及歐盟，「有機」是需要經過特定機構認證才能使用的標籤，沒有通過認證而自稱有機上架販售是違法行为。但是并没有一个国际通用的有机食品认证标准，導致現行認證機構組織仍然沒有一套可追溯性標準可依循；因此常常有食品機構错误认证的弊端發生；“无毒害残留产品”亦常在广义上被认定为“有机食品”。

## 認證
1991年成立於法國的Ecocert為歐洲最具代表性的有機農業認證機構，該機構要求在完成品中須有最少5%的原料須採用來自控管性的有機栽培；以及至少50%的植物性原料必需來自控管性有機栽種。其後部分更嚴格認證，還包括使用之動物性原料只來自活體動物,如牛奶,蜂蠟、放棄進行動物測試、放棄人工合成色素,香料,人造脂肪,油,矽酮,和其它石油產品等。在台灣約自1997年起陸續有不同團體發起認證制度，包括財團法人慈心有機農業發展基金會（TOAF）、財團法人國際美育自然生態基金會（MOA）等。

## 支持理由
有机食品的支持者认为转基因、人造肥料、农药生产加工方式可能對人體或環境造成伤害，訴求天然的健康飲食，要求不破壞自然環境，注重生態，以達成人與自然的共生永續。

## 反對理由
有研究認為有機食物沒有比較健康，同時產量低又排擠一般食品的生產，對供給需求有負面影響，此外亦難以辨別真偽。

### 生產有機食品的問題
1. 雖然說種植的地點本身沒有使用農藥、化肥，但是卻會遭到附近農田等的農藥及化肥污染，有時候土壤的污染殘留就是問題。
2. 雖然說沒有使用農藥及化肥，也沒有遭到污染，但是該作物本身的代謝物會造成檢驗的假陽性反應。
3. 所謂的有機肥料可能含有化肥，但是如果含量很低，其實所生產的「假有機作物」和真的有機作物一樣環保、健康。
4. 有機工法尚未成熟，所以有機作物無法抵擋多樣的作物病害與天然災害。
5. 有機作物因為刻意不使用人造化肥與農藥，卻仍需抵抗病害與災害，成本往往更高，產量卻常常更低。
6. 檢驗體制尚未健全，許多不肖業者以平價的非有機作物，作為高價位有機作物出售，謀取不法暴利。[來源請求]

## 有机食品、绿色食品、无公害食品的区别
有机食品是有机产品的一类，有机产品还包括棉、麻、竹、服装、化妆品、饲料（有机标准包括动物饲料）等"非食品"。中国有机产品主要是包括粮食、蔬菜、水果、畜禽产品（包括乳蛋肉及相关加工制品）、水产品及调料等。
绿色食品是指产自优良生态环境、按照绿色食品标准生产、实行全程质量控制并获得绿色食品标志使用权的安全、优质食用农产品及相关产品。绿色食品认证依据的是农业部绿色食品行业标准。绿色食品在生产过程中允许使用农药和化肥，但对用量和残留量的规定通常比无公害标准要严格。
无公害农产品是指产地环境、生产过程和产品质量符合国家有关标准和规范的要求，经认证合格获得认证证书并允许使用无公害农产品标志的未经加工或者初加工的食用农产品。无公害农产品生产过程中允许使用农药和化肥，但不能使用国家禁止使用的高毒、高残留农药。
廣義的有機定義是不論天然或人工加工合成的碳氫化合物，都可稱為有機化合物或有機質；因此，該類碳氫化合物又稱有機化合物，只要不對人類、動植物、生態造成危害、毒害、致癌、致畸形等都可稱為廣義的【良性有機化合物】，農作物利用良性有機化合物作為肥料或農藥栽培管理，包括天然有機肥、即使是人工合成化肥、無毒農藥殺菌劑、殺蟲劑只要沒有上述危害，都應能定義為有機栽培，生產有機農產品食品。

## 註腳
1. ↑  . www2.nihs.tp.edu.tw.   [2017-09-14]. （原始内容存档于2017-08-29）.
2. ↑  葉多涵. . PanSci 泛科學. 2014-10-24  [2016-06-14]. （原始内容存档于2021-01-25）.
3. ↑  . 海客楽有机食品連鎖.   [2013-10-05]. （原始内容存档于2013-10-07）.

## 外部連結
- 遊覽北京 綠色和平教你尋找有機食品 （页面存档备份，存于）
- 如何分辨有機食品或基因改造食品 （页面存档备份，存于）